# Nabo (Vila Flor)
Nabo é uma povoação portuguesa do Município de Vila Flor que foi sede da extinta Freguesia de Nabo, freguesia que tinha 10,46 km² de área e 144 habitantes (2011), e, por isso, uma densidade populacional de 13,8 hab/km².
A Freguesia de Nabo foi extinta (agregada) em 2013, no âmbito de uma reforma administrativa nacional, tendo sido agregada à Freguesia de Vila Flor para formar uma nova freguesia denominada União das freguesias de Vila Flor e Nabo com sede em Vila Flor.

## População
| População da freguesia de Nabo | População da freguesia de Nabo | População da freguesia de Nabo | População da freguesia de Nabo | População da freguesia de Nabo | População da freguesia de Nabo | População da freguesia de Nabo | População da freguesia de Nabo | População da freguesia de Nabo | População da freguesia de Nabo | População da freguesia de Nabo | População da freguesia de Nabo | População da freguesia de Nabo | População da freguesia de Nabo | População da freguesia de Nabo |
| ------------------------------ | ------------------------------ | ------------------------------ | ------------------------------ | ------------------------------ | ------------------------------ | ------------------------------ | ------------------------------ | ------------------------------ | ------------------------------ | ------------------------------ | ------------------------------ | ------------------------------ | ------------------------------ | ------------------------------ |
| 1864                           | 1878                           | 1890                           | 1900                           | 1911                           | 1920                           | 1930                           | 1940                           | 1950                           | 1960                           | 1970                           | 1981                           | 1991                           | 2001                           | 2011                           |
| 359                            | 349                            | 318                            | 343                            | 395                            | 373                            | 394                            | 464                            | 502                            | 465                            | 301                            | 327                            | 276                            | 218                            | 144                            |

No censo de 1864 figura com o nome de Sanjais do Nabo

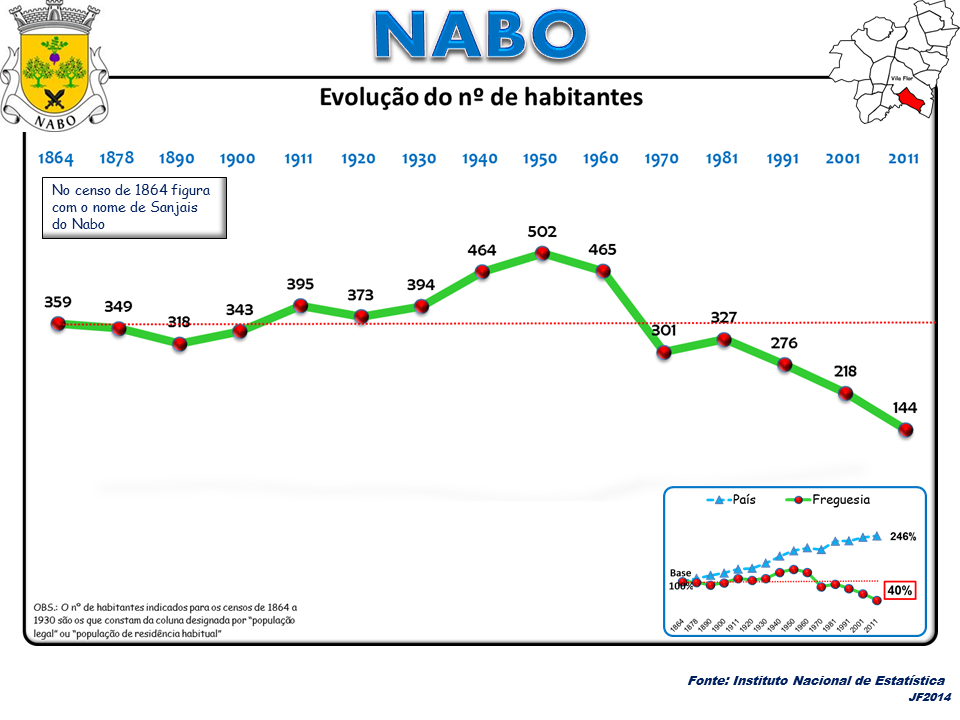
Evolução da População 1864 / 2011
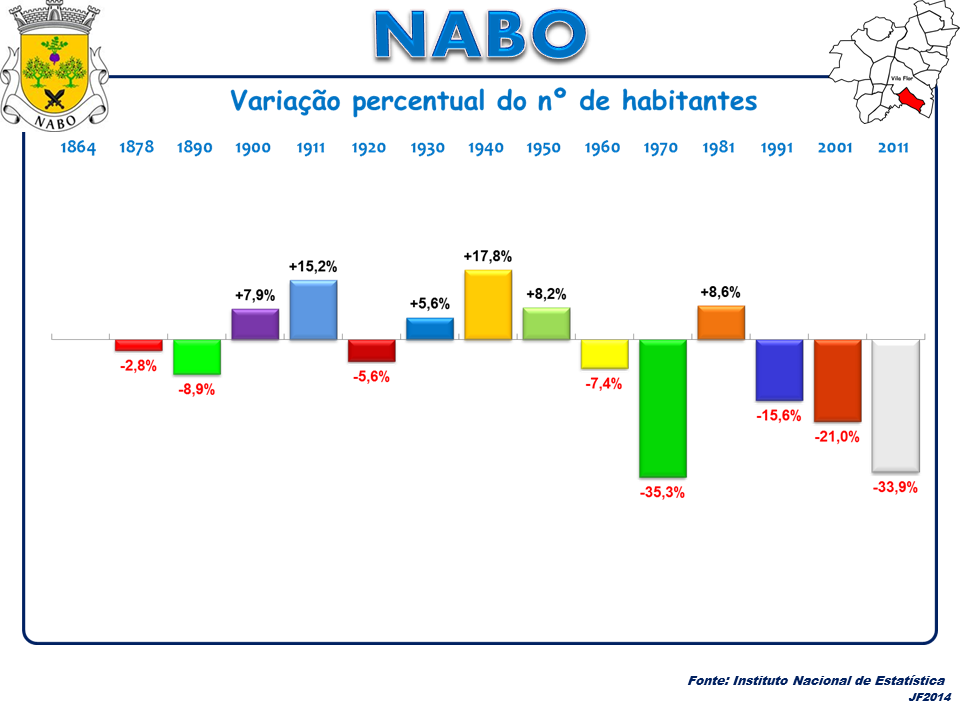
Variação da População 1864 / 2011
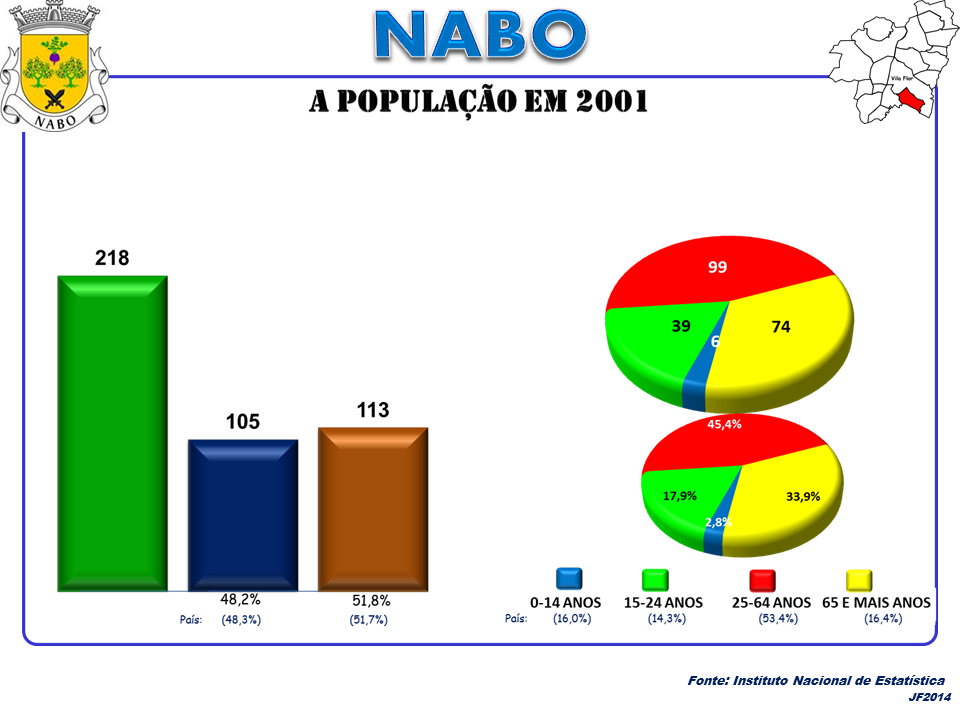
A População em 2001
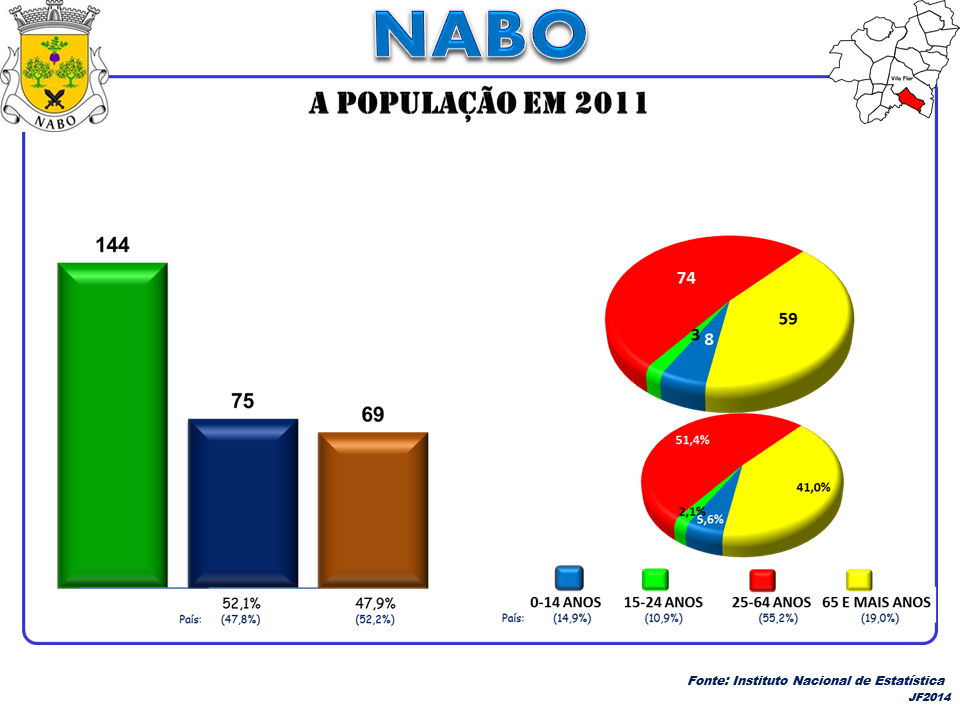
A População em 2011

-Festas e Romarias-
19 de Março - São José
Primeiro fim de semana de Agosto-N.S. do Carrasco